# Сибельдин, Николай Николаевич
Николай Николаевич Сибельдин (20 марта 1943 — 24 ноября 2020) — советский и российский учёный-физик, специалист в области физики полупроводников, член-корреспондент РАН (2008).

## Биография
Выпускник МИФИ.
С 1966 года работал в ФИАН.
Заведующий отделом физики твердотельных наноструктур ФИАН, главный научный сотрудник.
В 2008 году избран членом-корреспондентом РАН.
Член клуба «1 июля».

## Научная деятельность
Основные научные результаты:
- методом рассеяния света осуществлено прямое наблюдение капель электронно-дырочной жидкости (ЭДЖ); измерены размеры и концентрация капель, коэффициент поверхностного натяжения ЭДЖ; экспериментально обнаружены эффекты увлечения экситонов и капель ЭДЖ фононным ветром, выявлены механизмы генерации фононного ветра, построена и подтверждена экспериментально основанная на эффектах увлечения цельная физическая картина, адекватно отражающая динамические и макроскопические свойства системы экситонный газ — ЭДЖ;
- обнаружено возбуждение импульсов первого и второго звука в жидком гелии на поверхности полупроводника при оптической накачке и в результате гибели капель ЭДЖ. Установлено, что импульсы первого звука являются ударными волнами слабой интенсивности;
- обнаружены стабилизированная магнитным полем ЭДЖ и магнитостабилизированные экситонно-примесные комплексы в полупроводниках; в квантовых ямах (КЯ) гетероструктур I рода обнаружены локализованные экситонные состояния, сформированные из «надбарьерных» электронных состояний, обнаружена сильная фотомодуляция экситонных спектров резонансного рассеяния света, связанная с образованием в КЯ заряженных экситонных комплексов — трионов, установлено значительное возрастание энергии связи экситонов в сверхрешетках в параллельном слоям структуры магнитном поле, обнаружена ЭДЖ в напряженных слоях кремний-германиевых наногетероструктур.

Учёный секретарь Комиссии РАН по нанотехнологиям, председатель секции по физике конденсированных сред Экспертного совета РФФИ, член Научного совета РАН по физике полупроводников, докторского диссертационного совета МГУ.
Похоронен на Введенскoм кладбище в Москве (уч. 9).